# 120 a.C.
Il 120 a.C. (CXX a.C. in numeri romani) è un anno  del II secolo a.C.

## Eventi
- Gaio Papirio Carbone, Publio Manilio diventano consoli della Repubblica romana.
- Costruzione del Tempio di Ercole Vincitore

## Nati
- 21 maggio - Aurelia Cotta, romana († 54 a.C.)
- Antioco di Ascalona, filosofo greco antico († 67 a.C.)
- Lucio Cornelio Sisenna, storico romano († 67 a.C.)

## Morti
- Ipparco di Nicea, astronomo e geografo greco antico (n. 190 a.C.)
- Mitridate V del Ponto, re